# Barbie Kyagulanyi
Barbara „Barbie“ Itungo Kyagulanyi (* 7. September 1982/1985) ist eine ugandische Aktivistin und Autorin. Sie ist die Ehefrau des Musikers und Oppositionspolitikers Bobi Wine.

## Leben
Kyagulanyi wurde 1982 oder 1985 im Südwesten von Uganda geboren. Ihre Eltern waren die Ärzte Gershom Kagaju und Joy Kagaju. Sie besuchte die Grundschule St. Hellen's Primary School in Nyamitanga in Mbarara und die weiterführende Bweranyangi Girls' school in Bushenyi. Bereits in der High School lernte sie den Musiker Bobi Wine kennen, mit dem sie seit 2001 in einer Beziehung ist und den sie 2011 in der Rubaga Kathedrale heiratete. Danach studierte sie Soziale Arbeit an der Makerere-Universität. Im Jahr 2012 veröffentlichte sie die Autobiografie Golden Memories of a Village Belle. Darin schreibt sie über ihre Kindheit, Ausbildung und ihre Liebe zu Bobi Wine.
Im Jahr 2013 gründete sie die Non-Profit-Organisation „Caring Hearts Uganda“, die sich heranwachsende Mädchen, AIDS-Bildung und Monatshygiene kümmert. Außerdem spendet die Organisation Schulmaterialien für Kinder mit Migrationshintergrund oder aus marginalisierten Gruppen.
Sie organisierte ab 2018 die Kampagne ihres Mannes zur Parlamentswahl 2021. Dabei erlebte sie, wie ihr Mann von Sicherheitskräften verhaftet wurde und 2020 kam sie mit ihm in Hausarrest. Im Jahr 2021 schloss sie einen Master über Menschenrechte an der University of London ab.
Der Vorlauf zur Präsidentenkampagne wird im Dokumentarfilm Bobi Wine: The People’s President erzählt, der für einen Oscar in der Kategorie Bester Dokumentarfilm nominiert war. Die Rechte wurden später von National Geographic erworben.

## Auszeichnungen
- 2018: Vocational Service Award des Bugolobi Rotaract Club
- 2018: Preis als hervorragende Führungskraft des AidChild Leadership institute/Uganda
- 2020: The teen's most favorite social media star[2]
- 2021: Preis für Unterstützung junger Mütter[15]